# Nachal Paga
Nachal Paga (hebrejsky: נחל פגה) je krátké vádí v severním Izraeli.
Začíná v nadmořské výšce okolo 150 metrů na východním okraji vysočiny Ramat Menaše, na východních svazích vrchu Giv'at Kipod. Směřuje k severovýchodu zalesněnou krajinou, přičemž klesá do zemědělsky využívaného Jizre'elského údolí, do kterého vstupuje severně od vesnice Mišmar ha-Emek u pahorku Tel Šuš. Nachází se tu pramen Ejn Paga (עיןפגה). V oblasti údolí je vodní režim změněn kvůli rozsáhlým melioračním zásahům a vádí je tu svedeno do umělých vodotečí napojených na systém řeky Kišon.